# متحف كرة القدم الإنجليزي
يشكل المتحف الوطني لكرة القدم الإنجليزي المتواجد في مدينة بريستون الإنجليزية، واحداً من المتاحف الشهيرة وذات السمعة الطيبة على الصعيد الدولي إذ لا يحتفي بموروث فريق واحد أو منتخب بعينه، بل يحاول عرض صورة شمولية لتطور كرة القدم عبر العالم وتاريخها.
يضم هذا المتحف مجموعة من الكرات الأصلية التي تم استعمالها خلال نهائيات كأس العالم الأوروغواي الاتحاد الدولي لكرة القدم 1930. ويقدم للزائر القمصان الأصلية التي استعملت في أول مباراة دولية والزي الذي ارتداه دييجو أرماندو مارادونا خلال المباراة ضد إنجلترا في مونديال 1986...أي في المباراة التي سجل فيها هدفه الشهير بمراوغة عدد كبير من اللاعبين والذي يعتبر من أفضل الأهداف على مر العصور...
يؤكد المسؤولون عن متحف كرة القدم الأسكتلندي أنه أقدم متحف لهذه الرياضة عبر العالم. ويشمل هذا المتحف أكثر من2000 قطعة من بينها تذكرة أول مباراة دولية رسمية (والتي أجريت سنة 1872 بين إنجلترا واسكتلندا) وأقدم لقب في تاريخ الساحرة المستديرة، كأس اسكتلندا لسنة 1873، وهي للإشارة مسابقة مستمرة حتى الوقت الراهن. كما يمتلك هذا المتحف مبادرة رائعة لمساعدة مرضى الألزهايمر، حيث يتم استعمال كرة القدم كأداة لتنشيط ذاكرة الأشخاص المصابين بهذا الداء.